# 부코비나 공국
부코비나 공국(독일어: Herzogtum Bukowina 헤르조그툼 부코비나[*], 루마니아어: Ducatul Bucovinei 두카툴 부코비네이[*], 우크라이나어: Герцогство Буковина 게르초그스트보 부코비나[*])은 1775년부터 1919년까지 현재의 루마니아, 우크라이나의 부코비나에 존재했던 공국이다.
1775년 합스부르크 가가 몰다비아 공국 북서부를 합병하면서 신설되었다. 1804년 오스트리아 제국에 편입되었으며 1867년 오스트리아-헝가리 제국이 수립되면서 오스트리아-헝가리 제국의 구성국 가운데 하나가 되었다.
1918년 오스트리아-헝가리 제국이 제1차 세계 대전에서 패하면서 부코비나 공국은 루마니아 왕국으로의 편입을 선언했다. 1919년 생제르맹 조약이 체결되면서 루마니아 왕국의 부코비나 왕국 합병은 국제적인 승인을 받았다.